# Girls United
Girls United ist ein US-amerikanischer Sportfilm von Peyton Reed. Die Hauptrollen spielen Kirsten Dunst, Gabrielle Union und Eliza Dushku. Das Thema des Films, miteinander konkurrierende Cheerleaderteams, wurde in einer Reihe von Direct-to-DVD-Fortsetzungen wiederverwendet.

## Handlung
Torrance Shipman steht bei einem Auftritt ihres Cheerleader-Teams plötzlich nackt vor dem Publikum. Doch das war zum Glück nur ein Traum. In der Realität wird sie zum neuen Captain der Toros, des Cheerleader-Teams der Rancho Carne High School in San Diego, gewählt. Sie folgt damit auf „Big Red“. Zur gleichen Zeit muss sie damit leben, dass ihr Freund Aaron zum College wechselt. Als neue Kapitänin lässt Torrance eine schwierige Pyramidenfigur proben, wobei jedoch Carver abstürzt und sich ein Bein bricht. Zu Hause muss sich Torrance mit der Kritik ihrer Mutter auseinandersetzen und in der Schule lernt sie den attraktiven neuen Mitschüler Cliff kennen, der ein Fan von Rockbands wie The Clash ist.
Bei einem Casting stellen sich Interessenten vor, die Carver ersetzen wollen. Doch die meisten Bewerberinnen sind völlig ungeeignet. Dann kommt Missy Pantone hinein. Die sehr selbstbewusst auftretende Turnerin ist vor kurzem aus Los Angeles nach San Diego gezogen und sucht eine neue Beschäftigung. Torrance ist beeindruckt und entscheidet sich für Missy, obwohl ihre Kollegin Courtney protestiert. Missy verlässt wegen des Streits die Turnhalle, aber Torrance folgt ihr nach Hause, wo sie überraschend Cliff antrifft. Er ist Missys Bruder und überredet seine Schwester, bei den Cheerleadern mitzumachen. Als diese das Training der Gruppe sieht, konfrontiert sie die Kapitänin allerdings mit dem Vorwurf, die Routine der fünfmaligen nationalen Meisters sei geklaut.
Um den Vorwurf zu belegen, fährt Missy mit Torrance nach Los Angeles zu einem Auftritt des afroamerikanischen Cheerleader-Teams East Compton Clovers. Dort sieht die Toros-Kapitänin tatsächlich eine nahezu identische Nummer. Doch es kommt noch schlimmer: Die Clovers-Kapitänin Isis spricht von einer Agentin aus San Diego, die seit Jahren regelmäßig die Shows der Clovers kopiere. Gemeint ist „Big Red“. Torrance besteht darauf, von solchen Aktionen nicht zu wissen.
Auf der Heimfahrt sagt sie, dass sie möglicherweise verflucht sei. Sie erinnert sich an einen Vorfall beim Cheerleader-Camp im letzten Sommer. Dort ließ sie wegen einer Mutprobe den sogenannten „Spirit Stick“, einen als wertvoll geltenden bunten Stab, auf den Boden fallen. Das Team entscheidet sich trotzdem, die von „Big Red“ geklaute Nummer durchzuziehen, weil Courtney trotz Missys Bedenken darauf besteht, dass das Gewinnen wichtiger sei. Beim folgenden Heimspiel des Football-Teams, das wie immer sportlich klar unterlegen ist, kommt es jedoch zum Eklat. Vier Cheerleader der Clovers kommen auf die Tribüne und zeigen, dass die Toros-Show eigentlich ihnen gehört.
Torrance übernachtet bei Missy und verliebt sich dabei weiter in Cliff. Am nächsten Morgen telefoniert sie mit Aaron und erzählt ihm von der Betrugsgeschichte. Aaron schlägt ihr vor, für eine neue Nummer mit einem Choreografen zusammenzuarbeiten, und empfiehlt ihr auch gleich Sparky Polastri. Um Geld für das Engagement des Choreografen zu sammeln, arbeiten die Cheerleader als leicht bekleidete Autowäscherinnen. Schließlich kommt Polastri zum Training der Cheerleader und präsentiert sich gleich sehr dominant. Er macht jedem Teammitglied Vorwürfe und bezeichnet Cheerleader als zurückgebliebene Tänzerinnen. Für das neue Programm verlangt er Poesie mit waghalsigen Stunts und wackelnden „Spirit Fingers“. Torrance ist anschließend verunsichert, aber Cliff spricht ihr Mut zu und auch Missy ist bereit.
Bei der Cheerleader-Regionalmeisterschaft in Dominguez Hills sind erstmals die Clovers dabei. Zu einem Problem für die Toros wird jedoch ein anderes Team, das unmittelbar vor ihnen auftritt. Während Torrance gerade noch ein Fernsehinterview gibt, merkt sie, dass die Konkurrenten genau die Routine aufführen, die die Toros mit Polastri einstudiert haben. Torrances Team blamiert sich vor Jury und Publikum entsprechend, als es anschließend die gleiche Nummer zeigt, was auch „Big Red“ und die Clovers sehen. Nach dem Auftritt spricht ein Offizieller der Universal Cheerleaders Association Torrance an und erklärt, dass Polastri die Choreografie an insgesamt sechs Teams in Kalifornien verkauft hat. Die Toros bekommen als Titelverteidiger trotzdem eine Wildcard für die nationale Meisterschaft, müssen dafür aber eine neue Routine einstudieren. Aaron versucht Torrance zu beruhigen, rät ihr aber zugleich, die Leitung des Teams an ihre Konkurrentinnen Courtney und Whitney abzugeben.
Nach der Heimfahrt küsst Aaron seine Freundin, was der vor der Haustür sitzende Cliff sieht, worauf er enttäuscht weggeht. Er gibt ihr jedoch noch eine Kassette mit einem Lied, das er für sie geschrieben hat. Torrance hört sich das Lied alleine an und zieht daraus neue Motivation. Am nächsten Tag hält sie eine selbstbewusste Ansprache an ihr Team und wehrt damit Courtneys und Whitneys Aufstand ab. Sie fordert das Team auf, von nun an jede freie Minute zum Trainieren zu nutzen und dabei Anregungen aus Tanz, Kampfsport und Musical zu nutzen. Außerdem macht sie Schluss mit Aaron.
Als Torrance erfährt, dass sich die Clovers die Teilnahme an der nationalen Meisterschaft nicht leisten können, will sie etwas dagegen unternehmen, um gegen die Besten antreten zu können. Sie überredet ihren Vater zu einem Sponsoring. Doch als sie mit einem Scheck zu den Clovers geht, lehnt Isis die Unterstützung ab. Das Team aus East Compton bittet lieber die Talkshow-Moderatorin Pauletta um Hilfe, die den Wunsch der Cheerleader erfüllt. Währenddessen drängt Missy Cliff, an Torrance dranzubleiben.
Bei der nationalen Meisterschaft in Daytona Beach gibt es zu Beginn noch kleine Reibereien zwischen Torrance und Isis. In der Endrunde treffen die Toros und Clovers aufeinander und beide Teams begeistern das Publikum. Der Titel geht diesmal an die Clovers, während sich die Toros mit dem zweiten Rang begnügen müssen. Die Captains respektieren sich allerdings nun. Der Fluch mit dem „Spirit Stick“ gilt auch als beendet. Torrance küsst Cliff.

## Produktion
Die Dreharbeiten fanden von Oktober 1999 bis Februar 2000 in Kalifornien in Chula Vista (Footballstadion), Oceanside und San Diego statt.
Bei einem Budget von etwa zehn Millionen US-Dollar spielte der Film weltweit etwa 90 Millionen an der Kinokasse ein.

## Kritik
Dem Film wurde von der Zeitschrift Cinema ein „absehbares Ende“ beschieden. Dafür „hauen die Mädels so richtig auf den Putz“, zicken „dass die Waschbrettbäuchlein beben“ und liefern „atemberaubende Kunststücke“. In den besten Momenten schimmere sogar „Selbstironie“ durch. Das Fazit des Autors: „Keine große Spannung, aber good clean fun“.
Im Lexikon des internationalen Films heißt es: „Vom Thema her eine „klassische“ Teenager-Komödie, nimmt der Film sein Sujet erstaunlich ernst und entwickelt sich eher in Richtung Sportfilm, wobei er einen angenehm unzeitgemäßen Charme entwickelt.“
Auch Prisma überzeugt das Werk „nicht gerade durch eine originelle Story“. Das „Geplänkel ehrgeiziger Alber-Teenies […] ist nur eine weitere unnötige Komödie in der langen Reihe der Teenager-Filme.“ Positiv wird „die teilweise beachtliche Akrobatik und Choreographie“ erwähnt.

## Fortsetzungen
Auf Grund dieses Erfolgs wurden sechs Fortsetzungen gedreht, die allerdings andere Charaktere beinhalten und nur für den Videomarkt produziert wurden. Bring It On: Cheer or Die aus dem Jahr 2022 entstand für das Fernsehen und ist zudem in Teilen auch ein Horrorfilm.
- 2004: Girls United Again (Bring It on Again)
- 2006: Girls United – Alles oder Nichts (Bring It On: All or Nothing)
- 2008: Girls United – Alles auf Sieg (Bring It On: In it to win it)
- 2009: Girls United – Gib Alles! (Bring It On: Fight to the Finish)
- 2017: Girls United – Der große Showdown (Bring It On: Worldwide #Cheersmack)
- 2022: Bring It On: Cheer or Die

Die ersten fünf Fortsetzungen wurden für jeweils rund 5 Millionen Dollar produziert; Alles oder nichts spielte in den USA 18 Millionen Dollar ein, Gib Alles 23.